# كرايغ هانكوك
كرايغ هانكوك (بالإنجليزية: Craig Hancock)‏ هو لاعب دوري الرغبي أسترالي، ولد في 10 يونيو 1969 في سيدني في أستراليا.